# 龍江洞 (慶州市)
龍江洞（：／ Yonggang dong */?）是大韩民国庆尚北道庆州市下辖的一个洞。

## 主要设施
- 菫花女子高等學校